# Passiena albipalpis
Passiena albipalpis är en spindelart som beskrevs av Roewer 1959. Passiena albipalpis ingår i släktet Passiena och familjen vargspindlar.
Artens utbredningsområde är Kamerun. Inga underarter finns listade i Catalogue of Life.